# Дикенс (окръг, Тексас)
Окръг Дикенс (на английски: Dickens County) е окръг в щата Тексас, Съединени американски щати. Площта му е 2344 km², а населението - 2762 души (2000). Административен център е град Дикенс.